# Plataforma oscilante
Una plataforma oscilante o vibratoria es un tipo específico de máquina de fitness.

## Características
Una plataforma vibratoria u oscilante es una máquina deportiva de entre 1,50 y 2 metros de altura, que consta de una columna con asas y una plataforma elevada unos 30 cm del suelo, que vibra u oscila.

## Historia
En la década de los sesenta del siglo XX realizaron en la URSS los primeros experimentos con máquinas de vibración para muscular el cuerpo. En la década de los setenta, estos experimentos se realizaron con éxito sobre cosmonautas, para conseguir mejorar sus capacidades físicas en situaciones de falta de gravedad. 
Las antiguas plataformas verticales evolucionaron a un movimiento oscilante para emular un movimiento fisiológico natural, ganando juego articular. En colaboración con la Agencia Espacial Europea una empresa alemana especializada en la fabricación de densitómetros y escáneres óseos patenta en 1996 y comercializa el primer equipo, el Galileo. Con el que se realizan los primeros estudios sobre la aplicación de las vibraciones (whole body vibration, WBV) en 1998, demostrándose múltiples beneficios para el sistema músculo-esquelético, sistema nervioso, sistema endocrino, sistema circulatorio y sistema linfático.
Actualmente esta tecnología ha evolucionado a las plataformas vibratorias tanto de uso doméstico cono para centros deportivos y gimnasios.

## Tecnología
El principio de funcionamiento es un sistema de microvibraciones que provocan una rápida contracción y distensión de los músculos, a una velocidad muy superior del entrenamiento tradicional (30-50 contracciones por segundo). Así deberían conseguirse los mismos rendimientos que un sistema tradicional, pero en un espacio de tiempo menor, y sin necesidades de realizar movimientos voluntarios. (distintas posiciones sobre la plataforma). Se ha demostrado que sobreestimulación de las fibras de los tejidos musculares debido a la frecuencia de la vibración ocasiona una mejora notable en la circulación terminal capilar, permitiendo un mayor rendimiento de la musculatura, tanto en carreras de velocidad como en levantamiento de peso.

## Contraindicaciones
Contraindicaciones para realizar entrenamiento con las plataformas oscilantes ou vibratorias:
- Embarazo

- Trombosis venosa profunda (TVP) / trombosis
- Enfermedades cardiovasculares
- Heridas recientes de una intervención quirúrgica
- Prótesis sintéticas/artificiales de articulaciones
- Hernia aguda / discopatía / espondilólisis
- Diabetes grave
- Epilepsia
- Enfermedades agudas / procesos inflamatorios
- Migraña grave
- Marcapasos
- Implante reciente de DIU, espirales, clavos, pernos o placas de metal
- Tumores
- Problemas/disfunción de la retina